# Enstaberga
Enstaberga is een plaats in de gemeente Nyköping in het landschap Södermanland en de provincie Södermanlands län in Zweden. De plaats heeft 461 inwoners (2005) en een oppervlakte van 57 hectare.